# Tennis de table au Festival olympique de la jeunesse européenne
Les compétitions de tennis de table aux Festival olympique de la jeunesse européenne (FOJE) sont inscrites au programme du festival depuis depuis 1991. 

## Histoire
Le tennis de table fait partie du programme de la 1ere édition du FOJE, dénommé alors Journées olympiques de la jeunesse européenne en 1991 à Bruxelles.
N'étant pas inscrit dans les sports obligatoires, il ne fera sa réapparition qu'en 2003 puis en 2007 et lors du dernier FOJE à Skopje en 2025.
Les épreuves varient selon les éditions mais le tournoi de simple a toujours été disputé.

## Critères de participation[2]
Ils ont évolués au fil des éditions, actuellement pour pouvoir participer les athlètes doivent : 
- Avoir entre 14 et 18 ans
- Être sélectionné par son Comité national olympique membre des Comités olympiques européens (EOC).

## Editions
| Tableaux         | 1991 | 2003 | 2007 | 2025 |
| ---------------- | ---- | ---- | ---- | ---- |
| Simple messieurs | •    | •    | •    | •    |
| Simple dames     | •    | •    | •    | •    |
| Double mixte     |      | •    | •    | •    |
| Equipe mixte     | •    |      | •    |      |
| Double messieurs |      | •    | •    |      |
| Double dames     |      | •    | •    |      |

## Palmarès

### Simples
| Année               | Messieurs         | Messieurs          | Messieurs                         |                   | Dames               | Dames                           | Dames |
| Année               | Or                | Argent             | Bronze                            | Or                | Argent              | Bronze                          |       |
| ------------------- | ----------------- | ------------------ | --------------------------------- | ----------------- | ------------------- | ------------------------------- | ----- |
| 1991 (en) Bruxelles | Armand Phung      | Serguei Sokolovsky | Eric Varin                        | Svetlana Bakhtina | Anne Guillerm       | Silvija Erdelji                 |       |
| 2003 (hu) Paris     | Antonin Schwarzer | Gilles Michely     | Yaroslav Zhmudenko Jonathan Niang | Lisa Misikonyte   | Sanja Paukovic      | Daniela Dodean Szandra Pergel   |       |
| 2007 (it), Belgrade | Gavin Evans       | Lauric Jean        | Perei Gergely Pavel Sirucek       | Krisztina Ambrus  | Barbora Balazova    | Dóra Madarász Tessy Gonderinger |       |
| 2025 (en), Skopje   | Patryk Zyworonek  | Noah Vitel         | Mark Usov Gorkem Ocal             | Nina Skerbinz     | Katarzyna Rajkowska | Diana Koliennikova Hanka Kodet  |       |

### Mixte
| Année               | Double mixte                          | Double mixte                    | Double mixte                                                   |             | Equipe mixte | Equipe mixte | Equipe mixte |
| Année               | Or                                    | Argent                          | Bronze                                                         | Or          | Argent       | Bronze       |              |
| ------------------- | ------------------------------------- | ------------------------------- | -------------------------------------------------------------- | ----------- | ------------ | ------------ | ------------ |
| 1991 (en) Bruxelles | non décerné                           | non décerné                     | non décerné                                                    | Suède       | France       | Bulgarie     |              |
| 2003 (hu) Paris     | Ovidiu Ionescu Daniela Dodean         | Tomislav Kolarek Sanja Paukovic | Antonin Schwarzer Lucie Gajanova                               | non décerné | non décerné  | non décerné  |              |
| 2007 (it) Belgrade  | Quentin Robinot Stéphanie Loeuillette | Diogo Carvalho Maria Nogueira   | Gregor Surnin Nadine Sillus Jakub Figel Alzbeta Danova         | non décerné | non décerné  | non décerné  |              |
| 2025 (en) Skopje    | Patryk Zyworonek Katarzyna Rajkowska  | Jan Skalda Hanka Kodet          | Nina Skerbinz Tobias Tischberger Andreea Băiașu Robert Istrate | non décerné | non décerné  | non décerné  |              |

### Doubles
| Année              | Messieurs                    | Messieurs                        | Messieurs                                                        |                                | Dames                           | Dames                                                                      | Dames |
| Année              | Or                           | Argent                           | Bronze                                                           | Or                             | Argent                          | Bronze                                                                     |       |
| ------------------ | ---------------------------- | -------------------------------- | ---------------------------------------------------------------- | ------------------------------ | ------------------------------- | -------------------------------------------------------------------------- | ----- |
| 1991 Bruxelles     | non décerné                  | non décerné                      | non décerné                                                      | non décerné                    | non décerné                     | non décerné                                                                |       |
| 2003 (hu) Paris    | Tomislav Kolarek Ivan Slavic | Uros Gordic Zoran Savic          | Robin Depuydt Benjamin Rogiers Viktor Yefimov Yaroslav Zhmudenko | Lucie Gajanova Lucie Zmolikova | Fehér Gabriella Márkus Katalin  | Maryia Viktorchyk Hanna Zakreuskaya Valeriya Lemeshevskay Marina Shavyrina |       |
| 2007 (it) Belgrade | Lauric Jean Cédric Nuytinck  | Sylvain Graizeau Quentin Robinot | Lukas Jandora Pavel Sirucek David Karas Jakub Figel              | Krisztina Ambrus Dóra Madarász | Barbora Balazova Alzbeta Danova | Andrea Todorovic Eva Tot Dagmar Blaskova Nicola Gallerachova               |       |
| 2025 (en) Skopje   | non décerné                  | non décerné                      | non décerné                                                      | non décerné                    | non décerné                     | non décerné                                                                |       |

## Nombre de médailles
total des médailles du pays dans tous les types de compétitions après l'édition de 2025
| Place                     | Pays                 | Or | Argent | Bronze | Total |
| ------------------------- | -------------------- | -- | ------ | ------ | ----- |
| 1                         | France               | 2  | 4      | 2      | 8     |
| 2                         | République tchèque   | 2  | 1      | 5      | 8     |
| 3                         | Pologne              | 2  | 1      | 0      | 3     |
| 4                         | Hongrie              | 2  | 0      | 2      | 4     |
| 5                         | Croatie              | 1  | 2      | 0      | 3     |
| 6                         | Belgique             | 1  | 1      | 0      | 2     |
| 7                         | Roumanie             | 1  | 0      | 2      | 3     |
| 8                         | Suède                | 1  | 0      | 1      | 2     |
| 9                         | Royaume-Uni          | 1  | 0      | 0      | 1     |
| 10                        | Lituanie             | 1  | 0      | 0      | 1     |
| 11                        | Autriche             | 1  | 0      | 1      | 2     |
| 12                        | URSS                 | 1  | 1      | 0      | 2     |
| 13                        | Serbie et Monténégro | 0  | 2      | 1      | 3     |
| 14                        | Slovaquie            | 0  | 1      | 2      | 3     |
| 15                        | Luxembourg           | 0  | 1      | 1      | 2     |
| 16                        | Portugal             | 0  | 1      | 0      | 1     |
| 17                        | Ukraine              | 0  | 0      | 3      | 3     |
| 18                        | Russie               | 0  | 0      | 1      | 1     |
| 18                        | Allemagne            | 0  | 0      | 1      | 1     |
| 18                        | Biélorussie          | 0  | 0      | 1      | 1     |
| 18                        | Serbie               | 0  | 0      | 1      | 1     |
| 18                        | Bulgarie             | 0  | 0      | 1      | 1     |
| 18                        | Turquie              | 0  | 0      | 1      | 1     |
| Nombre total de pays : 23 |                      |    |        |        |       |